# Bloomingdale's
Bloomingdale's è una catena di Department stores statunitensi di proprietà della Macy's, Inc. che a sua volta controlla anche la catena di vendita Macy's. Ha 38 punti vendita e 16 Blomingdale's outlets. È la prima azienda ad utilizzare un ormai noto strumento di marketing: la "shopping bag". Infatti nel 1961 introduce l'uso di una busta di carta per evidenziare il proprio marchio distintivo, "Big brown bag". I suoi principali concorrenti sono Lord & Taylor (la più antica catena di grandi magazzini del mondo), Nordstrom e, in misura minore, Saks Fifth Avenue e Neiman Marcus.

## Storia
Nel 1861 i fratelli Joseph e Lyman Bloomingdale, figli di un venditore che dopo aver vissuto in North Carolina e Kansas si era trasferito a New York, iniziano a vendere gonne nel loro negozio di merceria nel Lower East Side a Manhattan. Nel 1872 i due fratelli aprono uno store che offre una vasta gamma di vestiti, alcuni ispirati alla moda europea. In seguito si spostano all'angolo tra la 59th Street e Lexington Avenue. Negli anni venti il grande magazzino occupava un intero isolato. Nel 1930 Bloomingdale entra a far parte dei Federated Department Stores, ora Macy's, Inc. Nel 1931 l'edificio è completamente ridisegnato dallo studio di architettura Starrett & van Vleck in stile Art Deco.  Il grande magazzino supera la Grande Depressione e la Seconda Guerra Mondiale, nel 1949 apre a Fresh Meadows, nel Queens: all'inaugurazione più di 25.000 persone. Sono quindi aperti altri negozi, anche al di fuori di New York, a Washington DC e in Massachusetts negli anni settanta, in Pennsylvania, Texas, Florida, Illinois negli anni ottanta e in California nel 1996.
Nel settembre 2008 è annunciata da Macy's, Inc. l'apertura nel febbraio 2010 a Dubai, negli Emirati Arabi Uniti, di una sede su tre livelli della Bloomingdale.  Come nel caso della concorrente Saks Fifth Avenue, la presenza internazionale per Bloomingdale è gestita su licenza da un operatore locale, in questo caso da Al Tayer Group LLC. Il CEO di Bloomingdale annuncia comunque che il grande magazzino di Dubai è l'unico aperto al di fuori degli Stati Uniti poiché Bloomingdale's non ha ulteriori piani per espandersi all'estero. Nel novembre 2015 viene aperto il primo negozio alle Hawaii all'Ala Moana Center di Honolulu.  Il grande magazzino, di tre piani, prevede anche servizi di ristorazione presso il suo ristorante 40 Carrots.